# Francesco Crispi
Francesco Crispi, född 4 oktober 1819 i Ribera på Sicilien, död 12 augusti 1901 i Neapel, var en italiensk politiker. Han innehade posten som Italiens premiärminister två gånger, 1887–1891 och 1893–1896.

## Biografi
Crispis familj var av arberesjisk härkomst och härstammade från den sicilianska byn Palazzo Adriano. Hans farbror, biskop Giuseppe Crispi, skrev det första vetenskapliga verket om albanska språket. Francesco Crispi var från 1846 en tid framåt sakförare i Neapel. År 1848 slöt han sig till den revolution, som då hade utbrutit i Palermo, samt var upprorsstyrelsens krigsminister till 1849, då han, i anledning av den bourbonska regeringens seger, måste fly till Piemonte, uttryckligen utesluten från den allmänna amnesti, som beviljades. Invecklad i Mazzinis upprorsförsök i Milano 1853, måste Crispi även lämna Piemonte, flydde därifrån först till Malta, sedan till Frankrike och slog sig till sist ned hos Mazzini i London. År 1859 återvände han till Italien, besökte som förklädd agitator Siciliens städer, förberedande den planerade resningen, och deltog 1860 i Garibaldis tåg till ön, vars förvaltning han sedan ordnade.

## Gärning som politiker och minister
I Neapel var han Garibaldis sekreterare och för några dagar utrikesminister samt motsatte sig förgäves Cavours politik att införliva konungariket Båda Sicilierna i det nybildade italienska kungariket. År 1861 invaldes Crispi i italienska parlamentet, där han först företrädde sin gamla republikanism, men 1864 förklarade sig acceptera monarkin och som skäl därför uttalade de ryktbara orden:
"Monarkin förenar oss; republiken skulle söndra oss".
Sin ändrade hållning motiverade han ytterligare i broschyren Republica e monarchia (1865). Crispi blev nu en av den konstitutionella vänsterns ledare och valdes 1876 till deputeradekammarens president. Under en 1877 företagen förtrolig mission till London, Paris och Berlin knöt han personliga vänskapsband med Gladstone och Bismarck. Sedan hans politiske motståndare Nicotera, genom sitt försök att införa ordning på Sicilien, ådragit sig syditalienarnas ovilja och måst lämna sin post som inrikesminister, blev Crispi hans efterträdare 28 december 1877. Under sin 70 dagar långa ministertid lyckades han bland annat förmå kardinalskollegiet att efter Pius IX:s död hålla konklaven i Rom, varigenom det nya kungarikets prestige stärktes. En mot Crispi framställd ärerörig beskyllning för tvegifte och en därav föranledd skandalös rättegång- genom vilken hans medborgerliga anseende fick en svår knäck - nödgade honom att redan i mars 1878 utgå ur ministären. Crispi frikändes av domstolen därför att hans första, 1853 på Malta ingångna, äktenskap ansågs ogiltigt på grund av ett formfel.
Efter sitt nödtvungna utträde ur ministären fortsatte Crispi att vara en av vänsterns ledare och dess förste talare i kammaren. I april 1887 inträdde han som inrikesminister i Depretis kabinett, och efter Depretis avgång blev Crispi med bibehållande av inrikesportföljen, konseljpresident och utrikesminister (29 juli samma år). Han höll fast vid och sökte ytterligare stärka den intima förbindelsen med Tyskland och Österrike ("trippelalliansen") av farhågor för Frankrikes afrikanska politik (särskilt annekteringen av Tunis), besökte 1887 Bismarck på Friedrichsruh, avbröt de med Frankrike inledda förhandlingarna om en handelstraktat och avböjde en inbjudan till Italien att delta i 1889 års världsutställning i Paris, vilket ådrog honom häftiga angrepp från hans forna partivänners, radikalernas, och franska pressens sida, samt förmådde Italien underkasta sig ofantliga bördor för stärkande av försvarsväsendet. Den redan förut svåra finansiella ställningen förvärrades ytterligare genom Italiens deltagande i Europas stormaktspolitik.
Då Crispi på allvar grep sig an med statsfinansernas ordnande och för detta ändamål indrog en mängd sysslor och föreslog nya pålagor, förenade sig högern och en stor del av vänstern emot honom, och en för Crispi ogynnsam dagordning i en budgetfråga medförde hans fall (31 jan. 1891), påskyndat av det utmanande språk han vid detta tillfälle förde även mot högern. Ett par månader förut hade Crispi (november 1890) vid en sammankomst i Milano med tyske rikskanslern Caprivi ytterligare stärkt alliansen med Tyskland. Crispi återtog sin sakförarverksamhet i Rom och höll sig något tillbaka i deputeradekammaren. Dock bidrog han mycket till ministären Antonio di Rudinìs fall i maj 1892, och sedan konseljpresidenten Giolitti avgått och Zanardelli ej kunnat fullgöra uppdraget att samla en ministär, bildade Crispi ånyo ett kabinett (15 december 1893). Med anledning av den mindre lyckliga utgång han i kammaren hade med sitt förslag om tillsättande av ett utskott för utarbetande av reformer inom förvaltningen begärde han i juni 1894 sitt avsked, men rekonstruerade samma månad sitt kabinett. Crispi undgick den 16 juni 1894 lyckligt ett attentat som utfördes av anarkisten Paolo Lega.
Grundligt skakades hans ställning, då Giolitti i december 1894 framdrog dokument, som undanhållits vid processen mot den 1893 sammanstörtade Banca Romanas styresmän och vilka påstods kunna bevisa, att Crispi mottagit betydliga summor av nämnda bank och även gjort sig skyldig till försäljning av ordnar. Crispi hindrade sakens dragande under offentlig debatt genom att ajournera kammaren och lät åtala Giolitti för smädelse. För de därefter infallande parlamentsvalen vidtog Crispi en rad av våldsamma åtgärder med det resultat, att regeringen i den nya kammaren (juni 1895) erhöll en förkrossande majoritet. Alla ministrarna återvaldes; själv valdes Crispi i 9 kretsar. Crispi var inte längre en konstitutionell regeringschef; han var Italiens diktator, lika hatad av högern, de klerikala och radikalerna, av de sistnämnde inte minst för den hänsynslösa stränghet, med vilken han undertryckte de socialistiska oroligheterna på Sicilien. De personliga beskyllningarna mot premiärministern återupprepades i våldsammaste form av den radikale politikern Felice Cavallotti. För att besvärja stormen sökte då Crispi genom fullföljande av en djärv, men ruinerande erövringspolitik genom det abessinska kriget skaffa det utmattade landet krigisk ära. Men då italienarna under general Oreste Baratieri 1 mars 1896 led det förkrossande nederlaget vid Adwa, såg sig Crispi nödsakad att begära sitt avsked (5 mars), som beviljades. Hans meddelande därom i deputeradekammaren framkallade ursinniga bifallsrop, och under en skur av skymford lämnade han salen. Hans efterträdare blev Rudinì.
De ständigt ånyo uppdykande anklagelserna mot Crispi rörande hans förhållande till åtskilliga banker föranledde deputeradekammaren att mot slutet av år 1897 tillsätta en parlamentarisk undersökningskommission, vilken i mars 1898 inkom med sitt betänkande. Detta fritog honom ifrån straffbara förbrytelser, men föreslog ett uttalande av klander över hans åtgärd att vid sitt ämbetstillträde 1893, då han fann fonden för hemliga utgifter tom, låta en bank förskottera nödiga medel mot sedan skeende månatliga av betalningar, i den mån statsmedel inflöt till fonden. Kammaren biträdde förslaget, men avslog radikalernas förslag om åtals anställande. Crispi nedlade nu sitt parlamentsmandat, men återvaldes i april samma år med överväldigande majoritet av sina valmän i Palermo.

### Fotnoter
1. ↑  SNAC, SNAC Ark-ID: w6tm8ckp, läs online, läst: 9 oktober 2017.[källa från Wikidata]
2. 1 2 3 4 5  arkiv Storico Ricordi, Archivio Storico Ricordi person-ID: 13796, läst: 3 december 2020.[källa från Wikidata]
3. 1 2  ”Криспи Франческо”, Большая советская энциклопедия : [в 30 т.], tredje utgåvan, Stora ryska encyklopedin, 1969, läst: 28 september 2015.[källa från Wikidata]
4. 1 2 3 4 5 6 7 8 9 10 11 12 13 14  storia.camera.it, storia.camera.it-ID: francesco-crispi-18191004, läst: 8 maj 2019.[källa från Wikidata]
5. ↑  Svenska Dagbladet, 9 november 1895